# Phobocampe aestiva
Phobocampe aestiva är en stekelart som beskrevs av Sedivy 2004. Phobocampe aestiva ingår i släktet Phobocampe och familjen brokparasitsteklar. Inga underarter finns listade i Catalogue of Life.